# Chesapeake and Ohio Canal

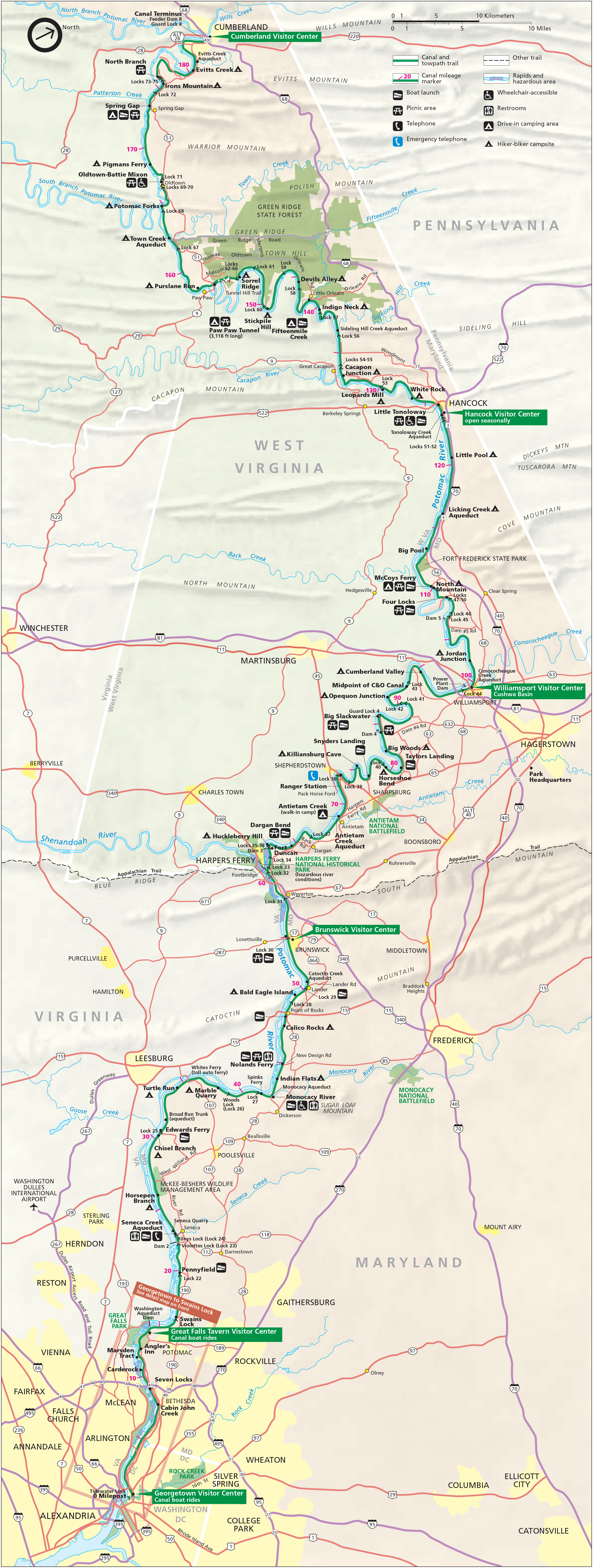
Karte, die den Verlauf des C&O Canals zeigt.

Der Chesapeake and Ohio Canal, abgekürzt als C&O Canal und gelegentlich auch Grand Old Ditch genannt, war ein Kanal zur Binnenschifffahrt und von 1836 bis 1924 in Betrieb. Er verlief zwischen Cumberland in Maryland und Washington, D.C. parallel zum Potomac River. Die Verlängerung über die appalachische Wasserscheide zum Ohio River wurde nie realisiert. Die Gesamtlänge des Kanals beträgt rund 300 km. Der Höhenunterschied von 185 m wurde mit Hilfe von 74 Kanalschleusen überwunden. Damit der Kanal relativ kleine Wasserläufe überwinden konnte, wurden mehr als 150 Düker gebaut. Zur Kreuzung von größeren Gewässern wurden elf Aquädukte gebaut, von denen zehn noch existieren. Der Kanal verläuft auch durch den 950 m langen Paw Paw Tunnel. Er diente hauptsächlich dazu, Kohle aus den Allegheny Mountains zur Chesapeake Bay zu befördern. Er wird nun als National Historical Park unterhalten, dem Chesapeake and Ohio Canal National Historical Park. Ein Wanderweg verläuft entlang des alten Leinpfades.

## Geschichte

### Frühe Projekte
Nach dem Amerikanischen Unabhängigkeitskrieg trat vor allem George Washington dafür ein, die Ostküste der Vereinigten Staaten auf dem Wasserweg mit den Großen Seen und dem Ohio River zu verbinden. Washington gründete 1785 die Potowmack Company, um die Schiffbarkeit des Potomac River zu verbessern. Die Patowmack Company erbaute eine Reihe von Seitenkanälen, mit denen die größten Stromschnellen und Wasserfälle umgangen wurden, etwa den Patowmack Canal in Virginia. Nach der Fertigstellung war es Booten und Flößen möglich, stromabwärts nach Georgetown zu fahren, stromaufwärts war die Fahrt beschwerlicher. Schlanke Boote konnten entgegen der Strömung gezogen werden. Mit der Fertigstellung des Eriekanals wuchs die Sorge der Händler im Süden, dass ihre Geschäfte durch den neuen Kanal im Norden bedroht seien; schon 1820 wurden daher Pläne für eine Kanalverbindung zwischen Ohio und der Chesapeake Bay gemacht.

### Bau des Kanals

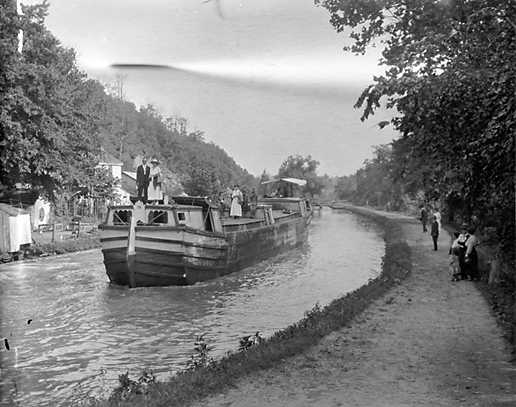
Ein Lastschiff, etwa zwischen 1900 und 1928.

Das Eigentum der Patowmack Company wurde 1824 an die Chesapeake and Ohio Company abgetreten. Benjamin Wright, der frühere Chefingenieur des Eriekanal wurde zum Chefingenieur des neuen Kanalprojektes ernannt und 4. Juni 1828 begann der Bau mit einer Grundsteinlegungszeremonie unter Beteiligung des damaligen Präsidenten John Quincy Adams.
Der schmale Streifen verfügbaren Lands entlang des Flusses zwischen Point of Rocks in Maryland und Harpers Ferry in West Virginia verursachte 1828 einen heftigen Rechtsstreit zwischen der Kanalbaugesellschaft Chesapeake and Ohio Company (C&O) und der Baltimore and Ohio Railroad (B&O), weil beide versuchten, den Konkurrenten von der Nutzung auszuschließen. Nach einem Gerichtsverfahren in Maryland, an dem Daniel Webster und Roger B. Taney beteiligt waren, schlossen die beiden Unternehmen schließlich einen Kompromiss über die Teilung des Wegerechtes.
Der Kanal wurde ab 1836 als Poststrecke für die Postbeförderung zwischen Georgetown und Shepherdstown genutzt. Albert Humrickhouse erhielt eintausend US-Dollar jährlich für die 72 Tarifmeilen täglich. Die Potomac Aqueduct Bridge wurde 1843 in der Nähe der heutigen Key Bridge eröffnet, um den Chesapeake and Ohio Canal mit dem Alexandria Canal zu verbinden, der nach Alexandria in Virginia führte. Während der 1870er Jahre wurde etwa drei Kilometer oberhalb von Georgetown ein Schiffshebewerk in Form eines Schräghebewerkes mit Nassförderung erbaut, um den Schiffen, deren Ziel unterhalb von Washington lag, die Umgehung der Schiffsstauungen in Georgetown zu ermöglichen. Dieses Hebewerk wurde nach einem schweren Hochwasser entfernt, als 1889 das Eigentum an dem Kanal an die Baltimore and Ohio Railroad überging. Die Bahngesellschaft betrieb fortan den Kanal, um das Wegerecht insbesondere in der Umgebung von Point of Rocks nicht an die Western Maryland Railway zu verlieren.
Als der Kanal 1850 bis nach Cumberland fertig gebaut war, war er bereits obsolet geworden; der Schienenstrang der B&O hatte die Stadt bereits acht Jahre zuvor erreicht. Von den Schulden geplagt, verzichtete die Eisenbahngesellschaft auf den Weiterbau der noch fehlenden 290 km nach Ohio. Der Betrieb des Kanals wurde 1924 eingestellt, als ein weiteres Hochwasser ihn schwer beschädigte.

### Nationalpark

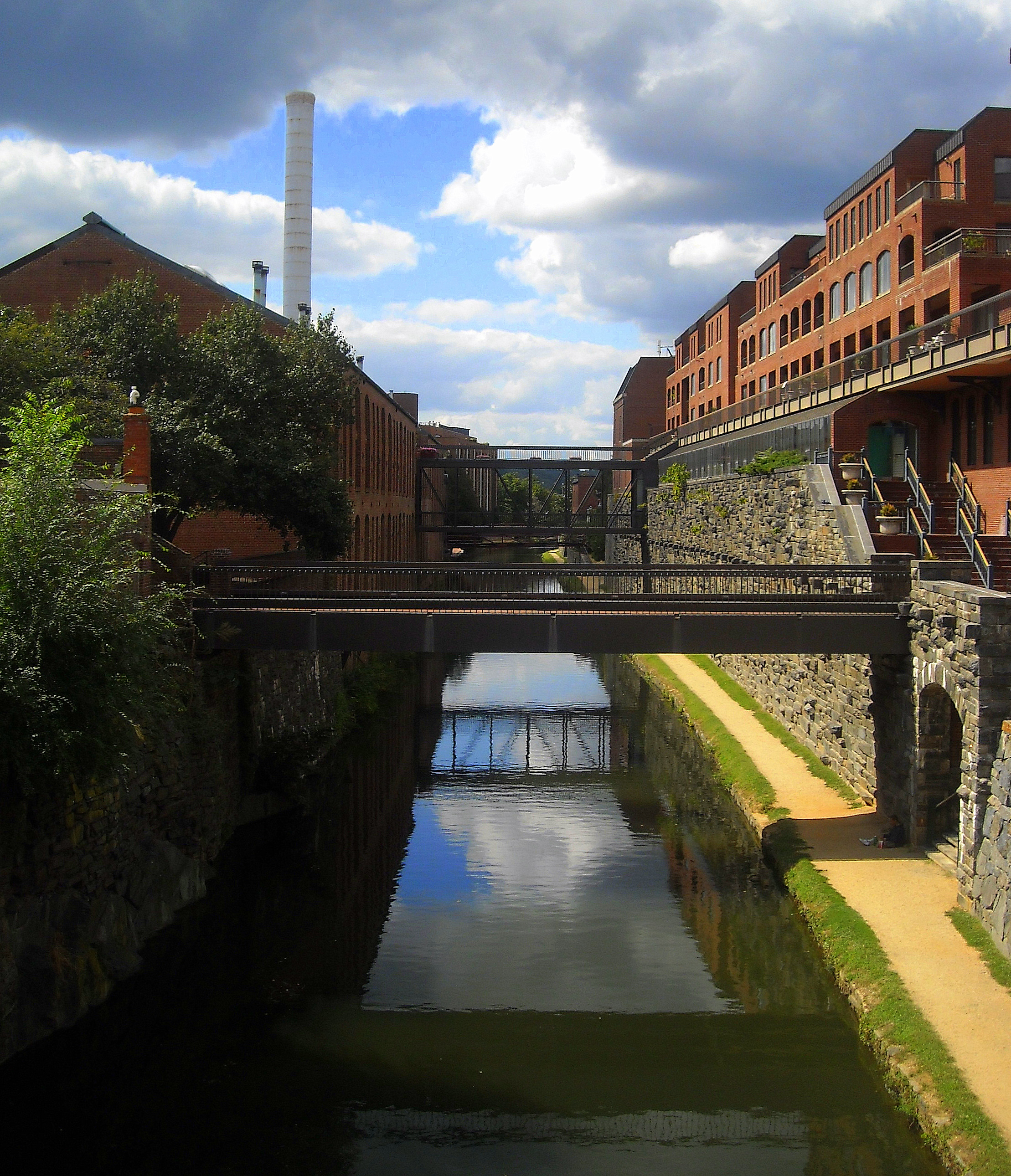
C&O Canal in Georgetown, Washington, D.C.

Der aufgegebene Kanal wurde 1938 als Gegenleistung eines Darlehens durch die Reconstruction Finance Corporation von der B&O an die Bundesregierung der Vereinigten Staaten übereignet. Die Regierung hatte die Wiederherstellung des Kanals als Erholungsgebiet geplant. Der untere Abschnitt mit einer Länge von rund 35 km wurde ausgebessert und geflutet; das Projekt wurde aber angehalten, als die Vereinigten Staaten in den Zweiten Weltkrieg eintraten und Ressourcen an anderer Stelle notwendig wurden. Nach dem Krieg beabsichtigte der Kongress den Umbau des Kanals und des Leinpfades in einen Parkway. Die Idee, die Kanaltrasse dem Straßenverkehr zu widmen, stieß jedoch auf Widerstand, darunter war  William O. Douglas, ein Associate Justice am United States Supreme Court. Im März 1954 führte Douglas eine achttägige Wanderung auf dem Leinpfad des Kanals von Cumberland  nach Washington, D.C. an. Insgesamt beteiligten sich 58 Personen zumindest auf einem Teilabschnitt an der Wanderung, Douglas und acht weitere wanderten die ganze 295 km lange Kanalstrecke ab. Die öffentliche Reaktion und die Berichterstattung in der Presse wendete sich nun gegen die Idee der Umwandlung in eine Landstraße und am 8. Januar 1971 wurde der Kanal als National Historical Park ausgewiesen.
In der Gegenwart hat der Park eine Fläche von rund 80 km² und wird von mehr als drei Millionen Besuchern jährlich frequentiert. Die historischen Kanalbauten werden durch Hochwasser weiterhin gefährdet und müssen instand gehalten werden. Der National Park Service hat weitere Teile des Kanals wieder geflutet, der größte Teil ist jedoch trocken.
Vor allem in Georgetown ist der Park ein beliebtes Ausflugsziel für die Bewohner der Stadt, der von Radfahrern und Joggern genutzt wird. Das Angeln und Bootfahren ist in den gefluteten Abschnitten des Kanals populär und manche Wildwasser-Kajakfahrer benutzen den Kanal, um zu den Stromschnellen zu gelangen, die stromaufwärts am Potomac River liegen. Mit Ausnahme der Wintermonate betreibt der National Park Service die beiden Kanalboote Georgetown und The Charles F. Mercer, die von Maultieren gezogen werden.
Nach einer besonders starken Flutsaison 1996 war ein als Big Slackwater bezeichnete Teil des Treidelpfad  am Kanal nicht mehr zugänglich und musste weitläufig umgangen werden. Zwischen 2010 und 2012 wurde er wiederhergestellt, so dass seit Oktober 2012 der Kanal wieder auf der vollen Länge direkt am Wasser begangen werden kann. Finanziert wurden die Arbeiten aus Mitteln des Staates Maryland und dem American Recovery and Reinvestment Act.

## Schleusen und andere Wasserbauten

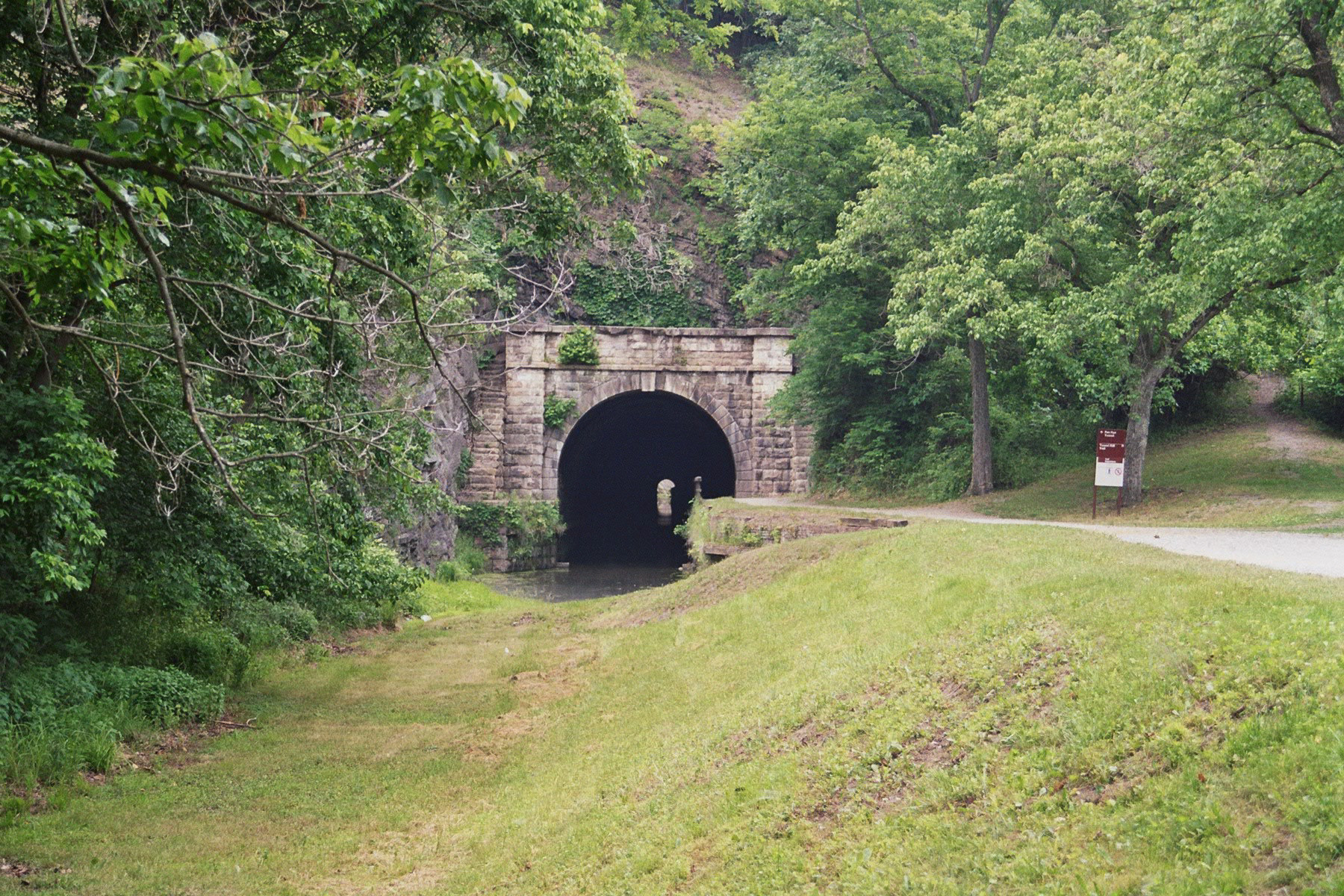
Südportal des Kanaltunnels bei Paw Paw, West Virginia

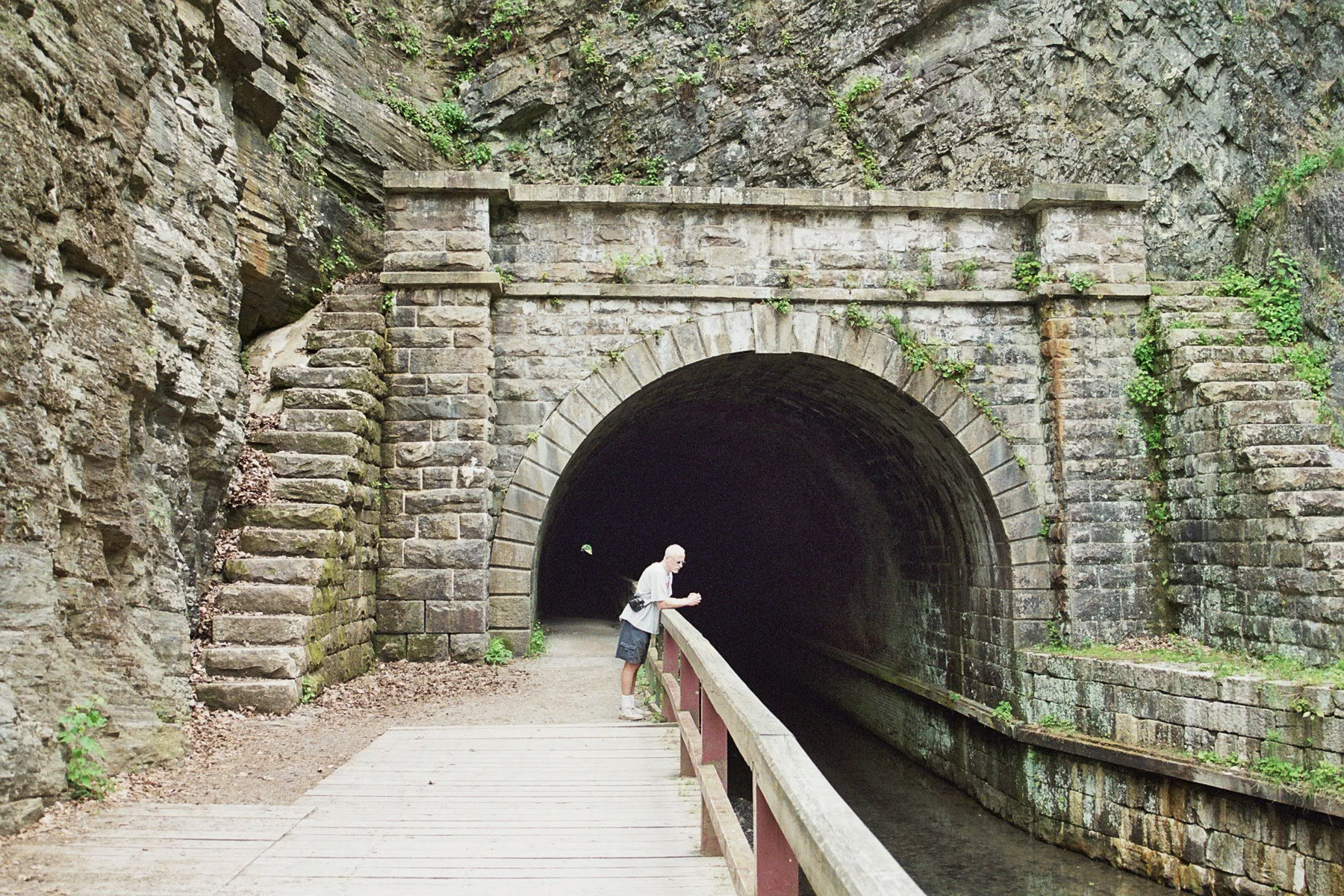
Nordportal des Kanaltunnels bei Paw Paw, West Virginia

Beim Bau des Kanals ließ die C&O Canal Company insgesamt 74 Schleusen errichten, um den Höhenunterschied zwischen dem Meeresspiegel in Georgetown und dem 186 m hoch gelegenen Cumberland zu überwinden. Elf steinerne Aquädukte wurden gebaut, um den Kanal über die Nebenflüsse des Potomac Rivers zu führen. Sieben Staudämme waren erforderlich, um die Wasserversorgung des Kanals sicherzustellen. Hinzu kommen eine Vielzahl von Wehren, und 200 Düker leiten kleine Wasserläufe unter dem Kanal hindurch. Weitere Bauten am Kanal sind Schleusenwärterhäuser, Brücken und Sicherheitstore.
Eines der beeindruckendsten Bauwerk des Kanals ist der 951 m lange Paw Paw Tunnel, der erbaut wurde, um einen etwa zehn Kilometer langen Umweg zu vermeiden. Bei seinem Bau wurden mehr als sechs Millionen Backsteine verwendet. Der Bau des Tunnels dauerte fast zwölf Jahre. Da er schmaler ist als der Kanal, konnte er nur in einer Richtung gleichzeitig befahren werden.

## Markante Punkte im Verlauf
- Kanalmeile 000: Rock Creek Park
- Kanalmeile 000: Potomac Heritage Trail
- Kanalmeile 000: C&O Canal Monument
- Kanalmeile 000: Capital Crescent Trail
- Kanalmeile 000: Georgetown, D.C. 38° 53′ 59″ N, 77° 3′ 28″ W und Visitor Center 38° 54′ 15″ N, 77° 3′ 31″ W
- Kanalmeile 007: Glen Echo Park (Maryland) und Lock 7 38° 57′ 52″ N, 77° 8′ 20″ W
- Kanalmeile 014: Billy Goat Trail at Great Falls, Great Falls Tavern 39° 0′ 1″ N, 77° 14′ 54″ W
- Kanalmeile 020: Pennyfield Lock 39° 3′ 14″ N, 77° 17′ 20″ W
- Kanalmeile 022: Violette’s Lock (Lock 23) Südlich dieser Schleuse ist der Kanal geflutet. 39° 4′ 1″ N, 77° 19′ 43″ W
- Kanalmeile 022: Riley’s Lock/Seneca Creek Aqueduct 39° 4′ 8″ N, 77° 20′ 27″ W
- Kanalmeile 035: Poolesville, Maryland
- Kanalmeile 035: White's Ferry 39° 9′ 17″ N, 77° 31′ 2″ W
- Kanalmeile 042: Monocacy Aqueduct 39° 13′ 25″ N, 77° 27′ 7″ W
- Kanalmeile 048: Point of Rocks, Maryland 39° 16′ 25″ N, 77° 32′ 30″ W
- Kanalmeile 055: Brunswick, Maryland 39° 18′ 41″ N, 77° 37′ 50″ W
- Kanalmeile 058: Appalachian Trail
- Kanalmeile 060: Harpers Ferry, West Virginia
- Kanalmeile 073: Ferry Hill, West Virginia
- Kanalmeile 073: Shepherdstown, West Virginia
- Kanalmeile 073: Sharpsburg, Maryland
- Kanalmeile 110: McCoy's Ferry – historischer Übergang im Sezessionskrieg
- Kanalmeile 112: Fort Frederick State Park; Beginn des Western Maryland Rail Trail
- Kanalmeile 124: Hancock, Maryland
- Kanalmeile 124: Rt. 522 Bridge nach  Berkeley Springs, West Virginia; Abzweigung des Western Maryland Rail Trail
- Kanalmeile 140: Little Orleans, Maryland
- Kanalmeile 151: Paw Paw Tunnel
- Kanalmeile 151: Paw Paw, West Virginia
- Kanalmeile 161: Oldtown, Maryland
- Kanalmeile 184: Cumberland, Maryland
- Kanalmeile 184: Canal Place
- Kanalmeile 184: Western Maryland Scenic Railroad